# Ernst Philipp von Wagenfeld
Ernst Philipp von Wagenfeld (* 1741 in Danzig; † 11. Januar 1814 in Königsberg) war ein preußischer Generalmajor und Chef des Kürassierregiments „Graf von Truchseß“.

## Leben

### Herkunft
Ernst Philipp war der Sohn von Johann Adolf von Wagenfeld, Hofgerichtsrat und preußischer Resident in Danzig und der Anna Euphrosina Freislich.

### Militärlaufbahn
Wagenfeld diente ab 1761 in der Preußischen Armee als Gefreiterkorporal im Infanterieregiment „von Kanitz“. Mit dem Regiment nahm er während des Feldzuges 1761/63 an den Gefechten bei Gostyń, Koblin, Friedland, Regenwalde, Wahlsatt und Leutmannsdorf sowie der Belagerung von Schweidnitz teil. 1766 wurde er zum Sekondeleutnant befördert, 1775 zum Premierleutnant und während des Bayerischen Erbfolgekrieges am 10. März 1779 schließlich zum Stabskapitän. 1785 wurde Wagenfeld zum Eskadronchef ernannt. Als Oberst (seit 27. Mai 1792) nahm er 1794/95 am Feldzug in Polen teil und machte hier die Belagerung von Warschau sowie die Gefechte bei Powonsk und Wawrzize mit. 
Am 6. Oktober 1797 wurde Wagenfeld Kommandeur des Dragonerregiments „von Busch“. Knapp drei Jahre später folgte seine Beförderung zum Generalmajor und am 11. Juni 1800 ernannt Friedrich Wilhelm III. Wagenfeld zum Chef des Kürassierregiments „Graf von Truchseß“. Außerdem wurde er für seine langjährigen Verdienste am 25. Juni 1802 mit dem Orden Pour le Mérite ausgezeichnet.
Aufgrund einer schweren Erkrankung erhielt er Ende Mai 1803 drei Monate Urlaub. Da sich sein Gesundheitszustand jedoch nicht verbesserte, wurde Wagenfeld am 15. Dezember 1806 dimittiert. Der König sprach ihm im Februar 1809 eine jährliche Pension von 800 Talern zu, von der jedoch zunächst nur die Hälfte gezahlt werden konnte.

### Familie
Wagenfeld heiratete 1782 Wilhelmine Gräfin von Schlieben (* 4. Juni 1753; † 14. März 1814 in Königsberg) aus dem Hause Birckenfeld, verwitwete von der Groeben. Aus der Ehe ging der Moritz Ernst Karl (* 1792; † 16. März 1840) hervor, der in der Schlacht bei Großgörschen als Sekondeleutnant im Ostpreußischen Kürassierregiment schwer verwundet wurde und später als Rittmeister in den Ruhestand ging.